# Новый Ковыляй
Новый Ковыляй — село в Ельниковском районе Мордовии России. Входит в состав Новоямского сельского поселения.

## География
Расположено на р. Мокше, в 28 км от районного центра и 90 км от железнодорожной станции Торбеево.

## История
Название-характеристика: от м. кев и ляй «каменистый овраг». Основан переселенцами из с. Старый Ковыляй. В «Списке населённых мест Пензенской губернии» (1869) Новый Ковыляй (Ковыляйский Выселок) — деревня казённая из 16 дворов (96 чел.) Краснослободского уезда. По переписи 1913 г., в селе было 70 дворов (240 чел.); церковно-приходская школа, зернохранилище, 3 ветряные мельницы, шерсточесалка, кузница, кирпичный сарай, 2 торговых заведения. В 1930-е гг. был создан колхоз «Красная звезда», в 1950-е гг. — им. Кирова, в 1980-е гг. — ТОО, ООО «Восток», с 1999 г. — ООО «Новоковыляйское» (животноводство). В современном селе — основная школа, библиотека, клуб, отделение связи, медпункт; памятник воинам, погибшим в годы Великой Отечественной войны.

## Население
| 2002 | 2010 |
| ---- | ---- |
| 105  | ↘77  |

Национальный состав
Согласно результатам Всероссийской переписи населения 2002 года, в национальной структуре населения русские составляли 73 %.

## Источник
- Энциклопедия Мордовия, М. Е. Митрофанова.